# Sima, Ungern
Sima är en ort (by) i provinsen Borsod-Abaúj-Zemplén i nordöstra Ungern. Orten har 32 invånare (2024), på en yta av 4,88 km². Den ligger cirka 43,5 kilometer nordost om Miskolc.